# Мілево-Лосе
Мілево-Лосе (пол. Milewo-Łosie) — село в Польщі, у гміні Трошин Остроленцького повіту Мазовецького воєводства.
Населення — 64 особи (2011).
У 1975-1998 роках село належало до Остроленцького воєводства.

## Демографія
Демографічна структура станом на 31 березня 2011 року:
|          | Загалом | Допрацездатний вік | Працездатний вік | Постпрацездатний вік |
| -------- | ------- | ------------------ | ---------------- | -------------------- |
| Чоловіки | 31      | 5                  | 21               | 5                    |
| Жінки    | 33      | 8                  | 16               | 9                    |
| Разом    | 64      | 13                 | 37               | 14                   |